# 多宝乡
多宝乡，是中华人民共和国江西省九江市都昌县下辖的一个乡镇级行政单位。

## 行政区划
多宝乡下辖以下地区：
长平社区、宝桥村、洛阳村、罗垅村、多宝村、寺前村、昭兴村、仁义村、金沙村、枫树村、周仓村和团子口村。